# Las Pilas
Las Pilas (of El Hoyo) is een complexe vulkaan met twee toppen in het departement León in het westen van Nicaragua. De vulkaan is onderdeel van een 30 kilometer lang vulkanisch massief en heeft een reeks van goed bewaarde flankopeningen rondom een centrale kegel. De laatste uitbarsting was in de jaren 1950 en daarvoor mogelijk in de 16e eeuw. De berg heeft een hoogte van 1088 meter.
De berg maakt deel uit van de bergketen Cordillera Los Maribios. Op anderhalve kilometer naar het noordwesten ligt de vulkaan Cerro Negro.
De vulkaan ligt ongeveer twintig kilometer ten oosten van de stad León.